# Сигмунд Харингер
Сигмунд Харингер; Минхен, 9. децембар 1908 - 23. фебруар 1975) бивши је њемачки фудбалер који је играо на позицији одбрамбеног играча. Освајач је бронзане медаље на Свјетском првенству 1934. Харингер је рођен и одрастао у Минхену. Фудбал је почео да игра са десет година у фудбалском одељењу гимнастичке заједнице у округу Макворстадт. Шест година касније, са 16 година придружује се јуниорској секцији ФК Бајерна из Минхена. За сениорску екипу први пут је наступио 1927. године. Од 1928. до 1933. године Харингер и његови саиграчи освојили су првенство Јужне Баварске шест пута заредом. Поред Бајерна, играо је и за FC Wacker München и 1. FC Nürnberg За националну репрезентацију први пут је наступио 15. марта 1931. против Француске. Утакмица је одиграна у Коломбу а славила је Француска резултатом 1:0. Задњу утакмицу у националном дресу одиграо је 25. априла 1937. против репрезентације Белгије.